# Контрада Пјано деј Прати (Потенца)
Контрада Пјано деј Прати (итал. Contrada Piano dei Prati) је насеље у Италији у округу Потенца, региону Базиликата.
Према процени из 2011. у насељу је живело 43 становника. Насеље се налази на надморској висини од 640 м.